# Qt Designer
Qt Designer — кроссплатформенная свободная среда для разработки графических интерфейсов (GUI) для программ, использующих библиотеку Qt. Входит в состав Qt framework.

## Краткое описание
Qt Designer позволяет создавать графические интерфейсы пользователя при помощи ряда инструментов. Существует панель инструментов «Панель виджетов», в которой доступны для использования элементы интерфейса — виджеты, такие как, например, «выпадающий список» ComboBox, «поле ввода» LineEdit, «кнопка» PushButton и многие другие. Каждый виджет имеет свой набор свойств, определяемый соответствующим ему классом библиотеки Qt. Свойства виджета могут быть изменены при помощи «Редактора свойств». Для каждого класса свойств виджета существует свой специализированный редактор.
Характерной особенностью Qt Designer является поддержка визуального редактирования сигналов и слотов. Так, например, можно связать сигнал, генерируемый по переключению состояния виджета CheckBox со слотом отвечающим за доступность другого виджета.

редактирование сигналов и слотов в Qt Designer

Qt Designer может быть запущен как отдельное приложение, так и во встроенном в IDE Qt Creator виде.

## Формат файла с интерфейсом
Разработанный интерфейс сохраняется в файл с расширением ui, который подключается к создаваемой программе с помощью специальных методов библиотеки Qt. Этот файл имеет xml-формат, и может, в случае необходимости, редактироваться в любом текстовом редакторе.

## Интерфейсы мобильных устройств
Qt Designer применяется не только для разработки десктопных приложений, но и для создания графических интерфейсов пользователя в мобильных устройствах. Для этого существует специальная библиотека Qt Quick.